# Зелёный (Железногорский район)
Зелёный — посёлок в Железногорском районе Курской области. Входит в состав Михайловского сельсовета.

## География
Расположен в 17 км к югу от Железногорска и в 2 км к северо-западу от Михайловки на правом берегу реки Понашевки, притока Свапы. Ближайшие населённые пункты — слобода Михайловка и посёлок Золотой.
Высота над уровнем моря — 166 м.

## История
Населённый пункт возник не позднее середины 1930-х годов как поселение при Михайловском пенькозаводе.
В 1966 году Указом Президиума ВС РСФСР посёлок Михайловского пенькового завода переименован в Зелёный.

## Население
| 1979 | 2002 | 2010 |
| ---- | ---- | ---- |
| 45   | ↗58  | ↘56  |

## Инфраструктура
Действовал Михайловский пеньковый завод.

## Транспорт
Автодорога до слободы Михайловки.